# Cárquere
Cárquere is een plaats (freguesia) in de Portugese gemeente Resende en telt 941 inwoners (2001).

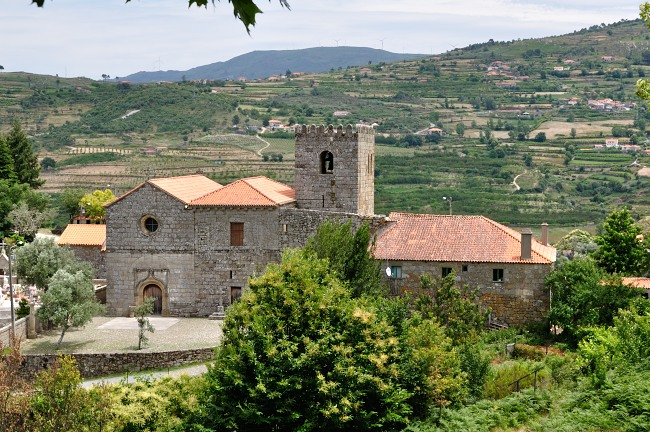
Cárquere. Mosteiro de Cárquere (Priorado de Santa Maria de Cárquere).